# Клеофон (песник)
Клеофон (грчки: Kλεoφῶν, Kleophōn) је био атински песник.
Енциклопедија Суда наводи десет његових драма: Acteon, Amphiaraos, Achilles, The Bacchantes, Dexamenus, Erigone, Thyestes, Leucippus, Persis, као и Telephus. Ни једно од ових дела данас није сачувано.
На њега се позива Аристотел у Поетици и Реторици; Аристотел примећује његов прозаични стил и недостатак идеализма.